# Barco bananero

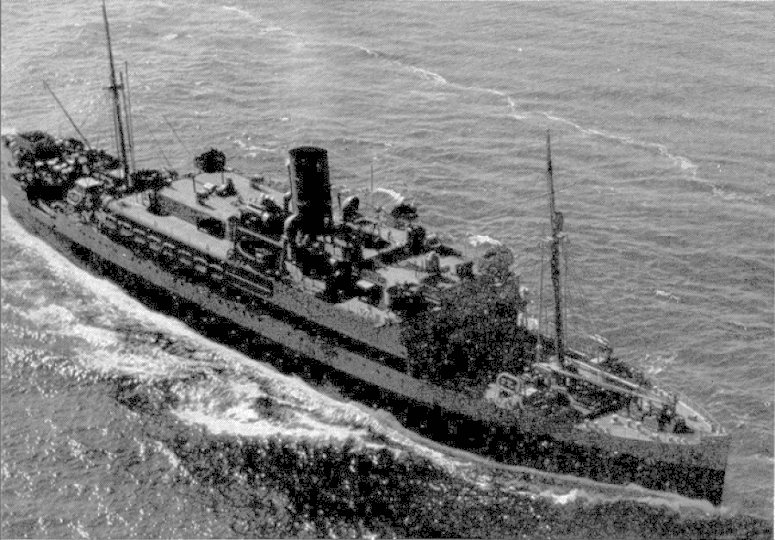
El USS Merak de la United Fruit Company.

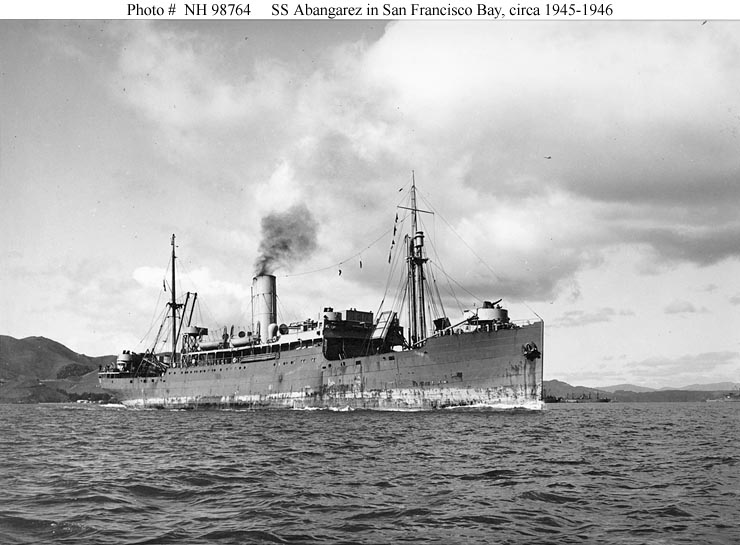
El SS Abangarez de la United Fruit Company en 1945.

Un barco bananero, navío bananero o barco platanero, era un término o apodo descriptivo, que se daba en el siglo XX  a barcos rápidos que transportaban bananas o plátanos entre América Central, el Caribe y el norte de Sudamérica con los Estados Unidos.
Estos barcos estaban diseñados para transportar rápidamente las bananas de zonas de cultivo tropicales como América Central hacia los mercados de consumo al norte en los Estados Unidos. El transporte rápido evitaba que las bananas se echaran a perder así asegurando su llegada fresca a los Estados Unidos. Estos barcos a menudo también transportaban pasajeros además de su mercancía

## Historia

### Transporte de pasajeros

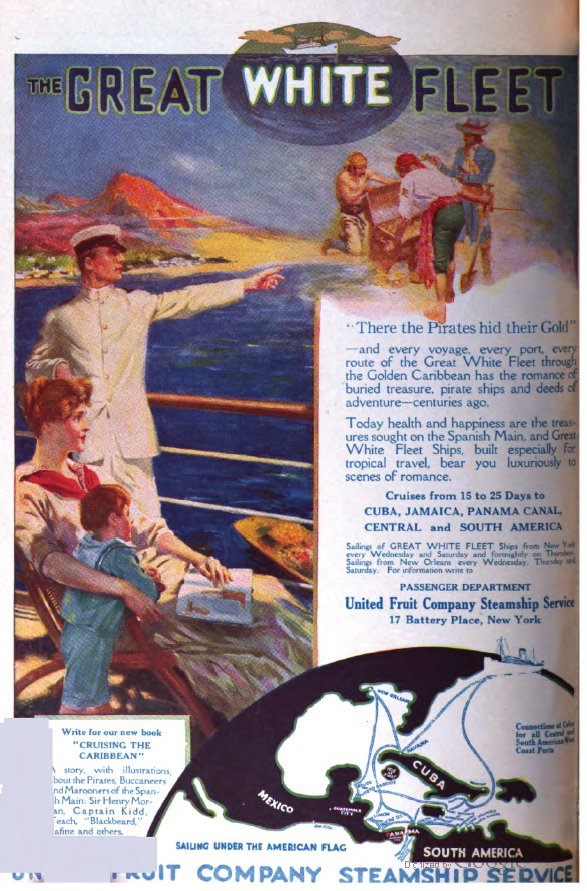
Cartel publicitario de la United Fruit Company de 1916, promocionando el servicio de su Gran Flota Blanca.

Durante la primera mitad del siglo XX, los barcos con refrigeración, como el SS Antigua o el SS Contessa, transportaban mercancía entre América Central y los Estados Unidos pero también operaban como barcos de lujo para pasajeros. 

### Uso de barcos navales
En algunos casos, barcos de la Armada de los Estados Unidos fueron convertidos en barcos bananeros por la Standard Fruit Company, que buscaba que cada vez barcos más rápidos para el transporte de su mercancía bananera. 
En 1932, la Armada estadounidense reconvirtió cuatro destructores sin maquinarias al transporte de plátanos. Estos fueron los barcos Masaya, Matagalpa, Tabasco y el Teapa.

### Grandes compañías fruteras
Las grandes compañías fruteras como la Standard Fruit Company, United Fruit Company y la Elders & Fyffes Shipping, que luego formaría parte de la United Fruit Company en 1910, adquirieron o construyeron sus propios barcos para el uso exclusivamente del transporte de bananas y plátanos. Algunos de estos barcos sin embargo, fueron diseñados tanto para el transporte de bananas como el de pasajeros, con alojamientos y espacios para pasajeros.
La United Fruit Company operó una gran flota, conocida como la Gran Flota Blanca (Great White Fleet). Esta flota estuvo en operaciones durante más de un siglo hasta el 2007 cuando Chiquita Brands International vendió los últimos barcos de esta flota, una flota de ocho barcos refrigerados y cuatro barcos de contenedores que transportaban aproximadamente el 70% de los plátanos de la compañía a América del Norte y Europa. En su momento más espléndido, la flota consistía de 100 barcos refrigerados y era la flota privada más grande del mundo. 
Algunos de sus barcos incluso fueron prestados a la CIA para apoyar el intento de derrocar al régimen de Fidel Castro durante la invasión de bahía de Cochinos.